# Hestiaea
Hestiaea est une mathématicienne et écrivaine de la grèce antique ayant vécu vers 250 av. J.-C.
Bien qu'aucun de ses écrits n'ait subsisté, l'existence d'Hestiaea nous est connue par le géographe grec Strabon. 
Hestiaea a écrit une thèse au sujet de l'Iliade d'Homère. Ce document est à l'origine de débats entre les érudits Alexandriens concernant la localisation géographique de la bataille de Troie, à savoir que la bataille ait eu lieu ou non près de la cité appelée alors Iliom. Son travail est cité par Démétrios de Scepsis dans son ouvrage " Disposition des forces Troyennes" (ὁ Τρωικὸς διάκοσμος).

## Biographie
Hestiaea a vécu dans l’ancienne cité grecque d’Alexandrie de Troade sur la Mer Égée (actuelle Turquie) et à Alexandrie en Égypte,.
Hestiaea, réalisant que la nature de la plaine située entre la mer Méditerranée et Iliom était relativement récente, souleva la question de savoir si cette plaine était vraiment le site de la bataille de la guerre troyenne. Son avis influença Démétrios de Scepsis qui la cita dans ses sources. D'après John Victor Luce, chercheur spécialiste de la question d'Homère, dans son ouvrage Celebrating Homer's Landscapes : Troy and Ithaca Revisited, ni Hestiaea, ni Démétrios n'ont accepté la position des habitants de la cité d'Iliom selon laquelle leur ville fut le siège de l'ancienne Troie.
Strabon mentionne Hestiaea dans son ouvrage Geography :

« Demetrius cite également Hestiaea d'Alexandreia comme témoin, une femme qui a écrit une œuvre sur l'Iliade d'Homère et a demandé si la guerre a eu lieu autour du présent Ilium et de la plaine troyenne, que le poète place entre la ville et la mer ; car, dit Hestiaea, la plaine maintenant vue devant l'actuelle Ilium est un dépôt ultérieur des rivières »

— Geography - Traduction d'un extrait.
Hestiaea figure également dans des commentaires de l'époque médiévale sur l'Iliade d'Homère et sur l'ouvrage Les Travaux et les Jours d'Hésiode, concernant l'une des explications de l'épithète poètique de l'Aphrodite dorée. 

« Hestiaea la grammairienne dit qu'il existe en Égypte une plaine appelée plaine dorée où le culte d'Aphrodite est célébré. Hestiaea la grammairienne dit que la plaine où se trouve le temple d'Aphrodite s'appelle plaine dorée, c'est la raison pour laquelle on parle du temple d'Aphrodite dorée »

En dehors de ces courtes citations, aucune trace n'a subsisté du traité d'Hestiaea sur l'Iliade.

## Dans la culture populaire

### Art contemporain
- Hestiaea figure parmi les 1 038 femmes référencées dans l'œuvre d’art contemporain The Dinner Party (1979) de Judy Chicago. Son nom y est associé à Hypatie[6],[7].